# ¿Cómo sabemos que Romeo está enamorado de Julieta?
¿Cómo sabemos que Romeo está enamorado de Julieta?  es el cuarto capítulo del ciclo de unitarios ficcionales del programa Historias de corazón, emitido por Telefe. Este episodio se estrenó el día 29 de enero de 2013.

## Trama
Valeria (Eleonora Wexler) y Andrés (Esteban Meloni) mantienen una relación de amistad hace años. Todo marcha bien hasta que Andrés decide dejar su trabajo y dedicarse a la actuación, el trabajo que siempre soñó. A raíz de está arriesgada decisión, Andrés sufre una crisis personal y económica. Valeria, que trabaja en una importante agencia de publicidad como creativa, le tiende una mano a su mejor amigo y le ofrece compartir vivienda hasta que pueda recuperarse. Esta convivencia hace que se enamoren perdidamente uno del otro. Pero para poder disfrutar ese amor hay un solo impedimento: los dos han dedicado sus vidas a sus profesiones dejando a un lado el amor y por miedo a perder su amistad no se dan permiso para amarse.

## Elenco
- Eleonora Wexler - Valeria
- Esteban Meloni - Andrés Rimini
- Ximena Fassi - Silvina
- Marcela Ruiz - Raquel
- Serrana Díaz - Paz
- María Inés Aldaburu - Teresa
- Edgardo Castro - Pablo
- Martín Ruiz - Eduardo
- Matías Vázquez - Salvador
- Julián Blech -

## Ficha técnica
- Autor: María de las Mercedes Hernando
- Coordinación autoral: Esther Feldman
- Producción ejecutiva: Susana Rudny
- Dirección: Pablo Vázquez